# Masako Natsume
Masako Natsume (夏目 雅子, Natsume Masako, 17 de desembre del 1957 - 11 de setembre del 1985) (nom familiar: Nishiyama) fou una actriu i model de Tòquio. Ben coneguda al Japó, guanyà fama mundial pel seu paper com Tripitaka en la sèrie de televisió Saiyūki, que és considerada un clàssic de culte.